# アルクティカ級砕氷船
アルクティカ級砕氷船（アルクティカきゅうさいひょうせん）は、ソビエト連邦・ロシア連邦で建造され、運用されている原子力砕氷船である。公称船型は10520型原子力砕氷船（ロシア語: А́томные ледоколы проекта 10520）。砕氷船として世界最大の船級である。

## 建造
ムルマンスクからベーリング海峡に及ぶ北極海航路の通年運航のため、世界初の原子力砕氷船「レーニン」が1959年に竣工した。しかし、「レーニン」の主機である原子炉OK-900は事故が多発しており、より安全で強力な原子炉を有する原子力砕氷船が求められた。
1971年7月3日、1番船「アルクティカ」がレーニンと同じレニングラード（現・サンクトペテルブルク）のバルチック造船所で起工された。「アルクティカ」は1975年12月17日に全ての試験を終えて、正式に就役した。

## 設計

### 船体
アルクティカ級砕氷船の船殻は高張力鋼（52kg/mm2）を用いており、横肋骨式構造を用いている。耐氷外板の厚さは船首で36mmにも及ぶ。船体にはイナータ160エポキシ樹脂が塗布されているほか、ルーガー1陰極防食が施されている。本級の連続砕氷能力は2.3m（3ノット時）である。
3番船「ロシア」からは、「アルクティカ」の北極点航海を元にスクリュープロペラの形状を改めたほか、氷の抵抗を減少させる機能を有する気泡発生装置を船首に装備し、ポリマー塗装と減揺タンクを併用して砕氷することが可能である。また、船体にあった客室を振動や騒音の少ない上構に移動し、マストの形状を改め衛星放送のアンテナを装備した。さらに、6番船「50リェート・パベードゥイ」は船首形状を変更して外板にステンレス・クラッド鋼を採用し、船体も一回り大きくなっている。これらにより、1・2番船と3-5番船、そして6番船は、それぞれ諸元が若干異なる。

### 主機

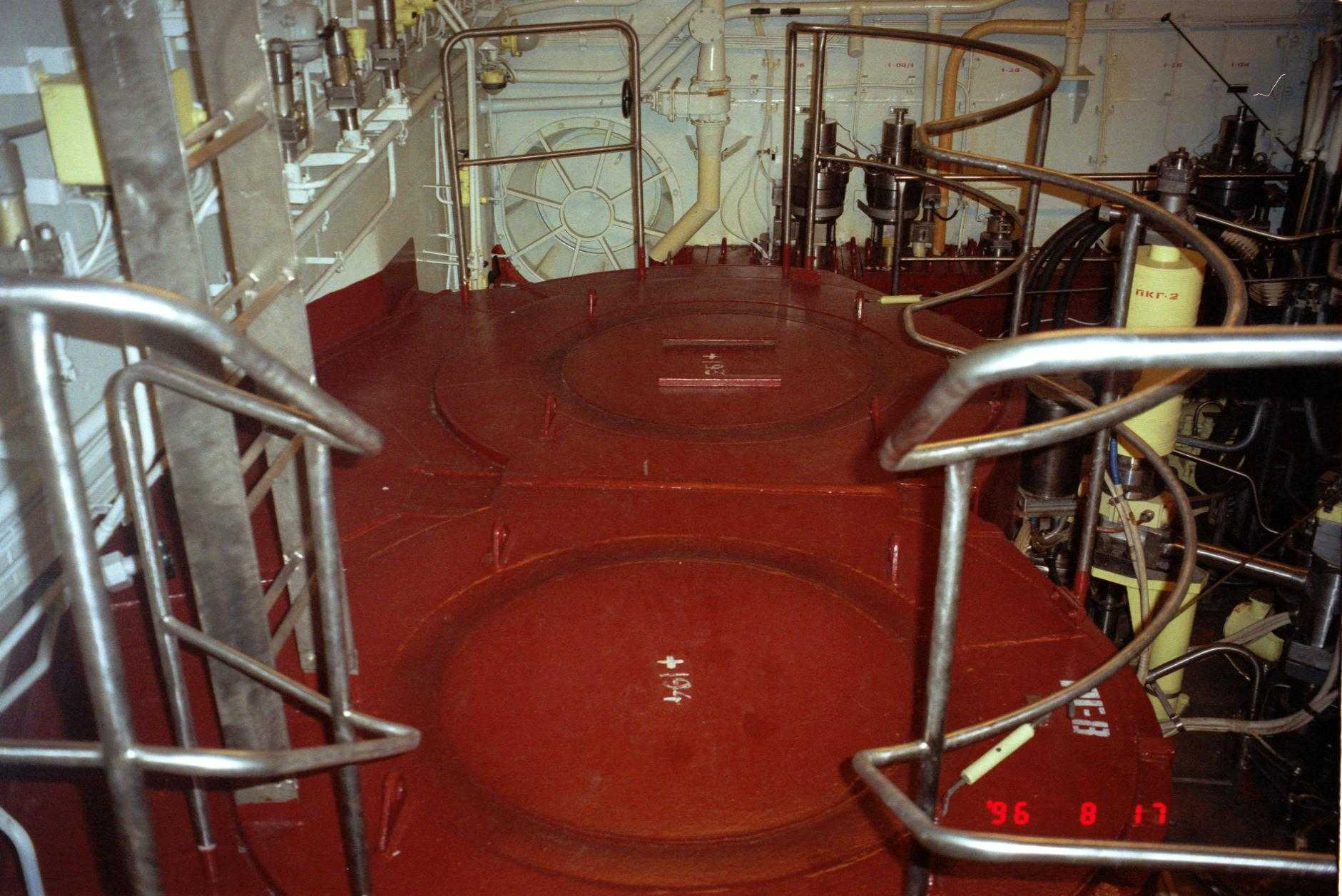
「ヤマール」のOK-900A原子炉

主機であるOK-900A原子炉は、原子炉事故を起こしたレーニンに新たに搭載されたOK-900原子炉の改良型で、反応炉の圧力を130バールまで下げて一次冷却系を簡略化し、循環ポンプや各種器材を小型化した、安全性と整備性を考慮した原子炉である。アルクティカ級砕氷船はOK-900A原子炉を2基搭載しており、濃縮ウランを詰めた燃料棒を245本搭載する。満載時の燃料搭載量は500kgで、これは5年分の核燃料に相当する。原子炉は鋼鉄と高密度コンクリート、さらに水で閉囲されて減圧された区画に収められており、制御棒を差し込むことで0.6秒以内に核反応を緊急停止できるようになっている。さらに、居住区を含めて船内には86個もの放射能センサーが配置されている。なお、原子炉の冷却水に北極圏の低温海水を用いることを前提としており、本級の北極圏以外の海域における運用は考慮されていない。
原子炉は8基の熱交換器を経て4基のボイラーで30kg/cm2の蒸気を作り、この蒸気で2基の蒸気タービンを回して各3基の発電機を駆動する。発電機で作られた55.30メガワットの電気で2万5,000馬力の電動機3基を駆動する。

### 装備

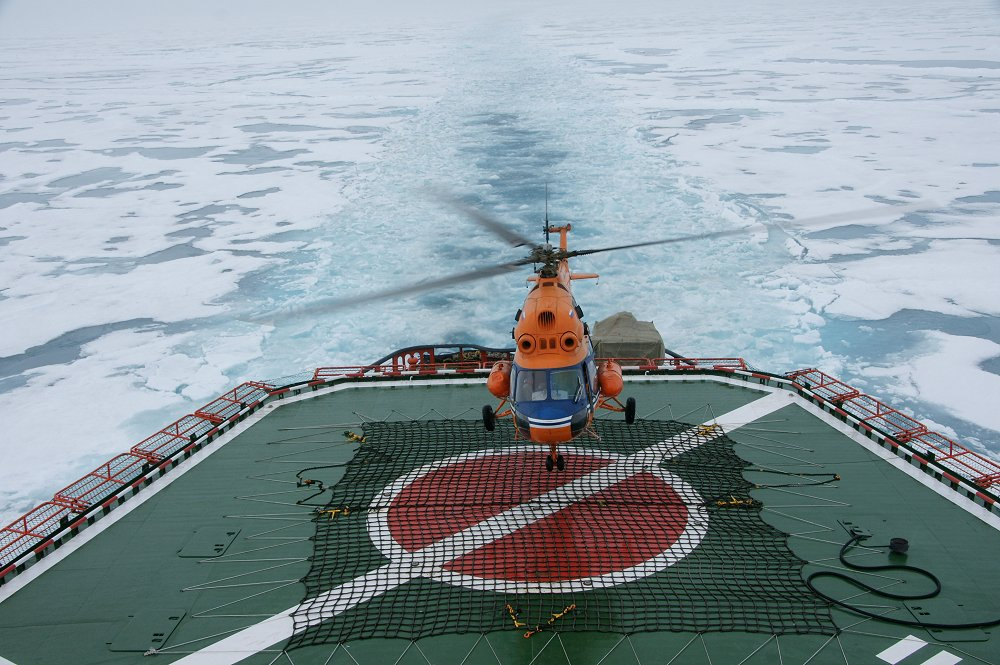
「50リェート・パベードゥイ」から離陸するMi-2ヘリコプター

船体後部にはヘリポートと格納庫があり、Mi-2またはKa-32などのヘリコプターを1機搭載することができる。これらは航路偵察や人員の空輸に用いられる。また、「50リェート・パベードゥイ」には熱気球が搭載されており、北極点での遊覧飛行に用いられている。
船橋の両端には、強力な探照灯が2基搭載されている。これは、極夜により日中暗い中でも航行する際に必須の装備である。
1番船「アルクティカ」から4番船「ソビエツキー・ソユーズ」までの4隻は、レーダーに軍事用の3次元レーダー（1・2番船はMR-310U「アンガラーM」、3・4番船はMR-750「フレガートMA」）をマスト頂部に搭載していたが、これらは就役後数年以内に撤去された。

### 兵装
1番船「アルクティカ」から4番船「ソビエツキー・ソユーズ」までの4隻は、航試の際にAK-726 76mm連装両用砲と射撃管制用のドラム・チルトレーダーを搭載して、有事の際には武装できることを示した。ただし、「ソビエツキー・ソユーズ」のドラム・チルトレーダー以外の兵装は、いずれも航試の後に撤去されている。

## 運用
「アルクティカ」の就役により、北極海航路西部の航行期間が3ヶ月から4-5か月に延長し、場所によっては通年航行が保証されたほか、運航期間の短縮問題も解決した。本級は2007年までに合計6隻が建造された。6隻は就役後、ムルマンスク海運会社が運航していたが、2009年以降はアトムフロートが運航している。

### アルクティカ

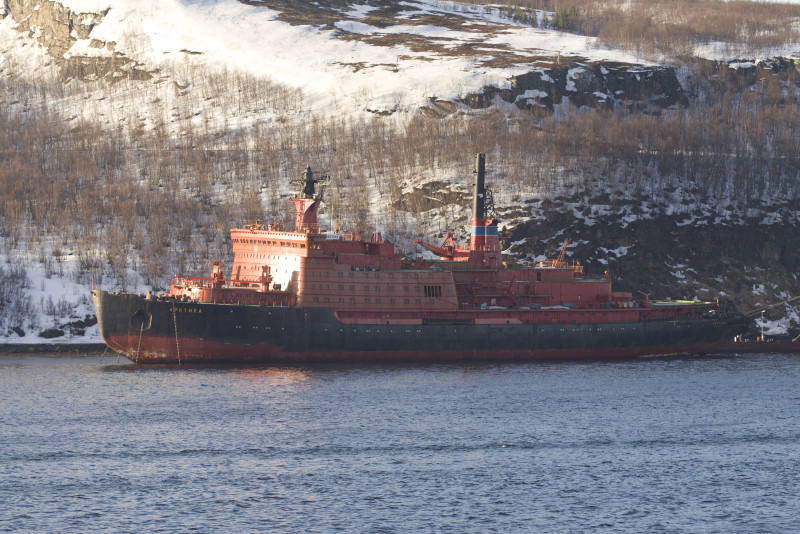
退役して係船中のアルクティカ（2015年4月10日）

1番船アルクティカ（Арктика、「北極」の意味）は1971年7月3日に起工され、1975年12月17日に就役した。1977年8月17日には、十月革命60周年を記念して、ムルマンスク港から13日かけて民間の船舶として初めて北極点に到達し、15時間滞在した。北極海航路から北極点までの航行時間は72時間のみだった。1982年には、同年死去したレオニード・ブレジネフ書記長の名を冠してレオニード・ブレジネフ（Леони́д Бре́жнев）に改名されたが、1986年に元の船名に戻された。
本船の解役は1990年に予定されていたが、2008年まで延長された。ただし、実際には1992年以降、一時はムルマンスク港で係船されていた。2007年4月8日には船内で火災が発生し、8時間延焼したうえ船室3室と配電盤が被災したが、死傷者はおらず、原子炉にも影響は無かった。火災事故の後も、「北極33」観測基地や観測船「アカデミーク・フェドロフ」を支援するなど活躍して、2008年10月に引退した。アルクティカは退役後もムルマンスクに係留されており、ムルマンスクかサンクトペテルブルクで博物館船にする計画がある一方、「シビーリ」に続いて解体されるという報道もある。

### シビーリ

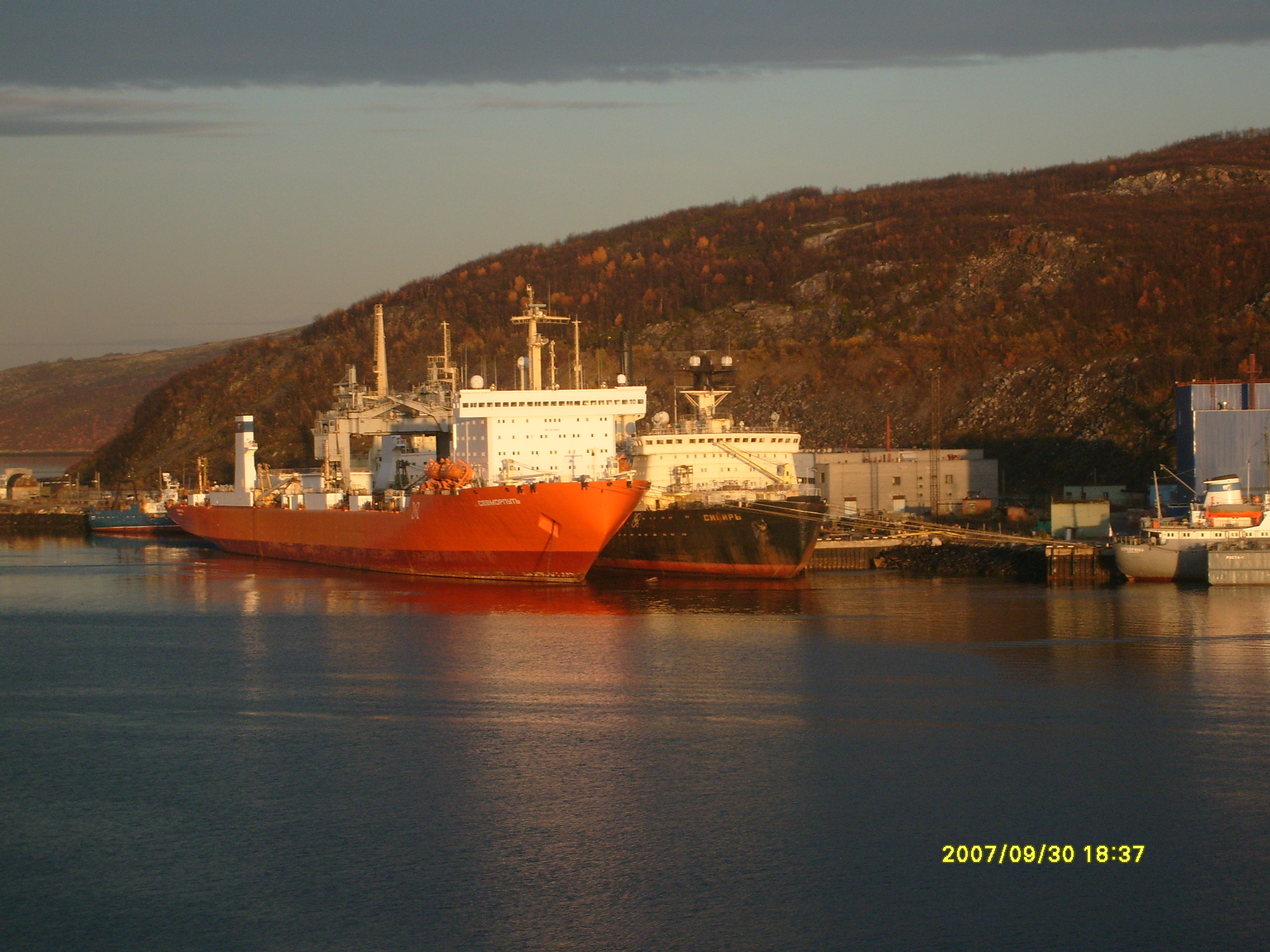
原子力ラッシュ船「セブモルピーチ」と共に係船される「シビーリ」（2007年9月30日）

2番船のシビーリ（Сибирь、「シベリア」の意味）は、1977年12月28日に就役した。就役後、「北極27」観測基地への支援などを行っていたが、蒸気系統にトラブルが発生したため、1992年に砕氷業務から外された。本船の解役予定は2009年だったが、2020年まで延長された。もっとも、シビーリは1992年からムルマンスク港で係船されたままで、一時は原子力発電所として再利用する案もあったが、解体の順番を待っており、2017年にはムルマンスク北部のネルパ造船所で解体が始まる予定である。

### ロシア

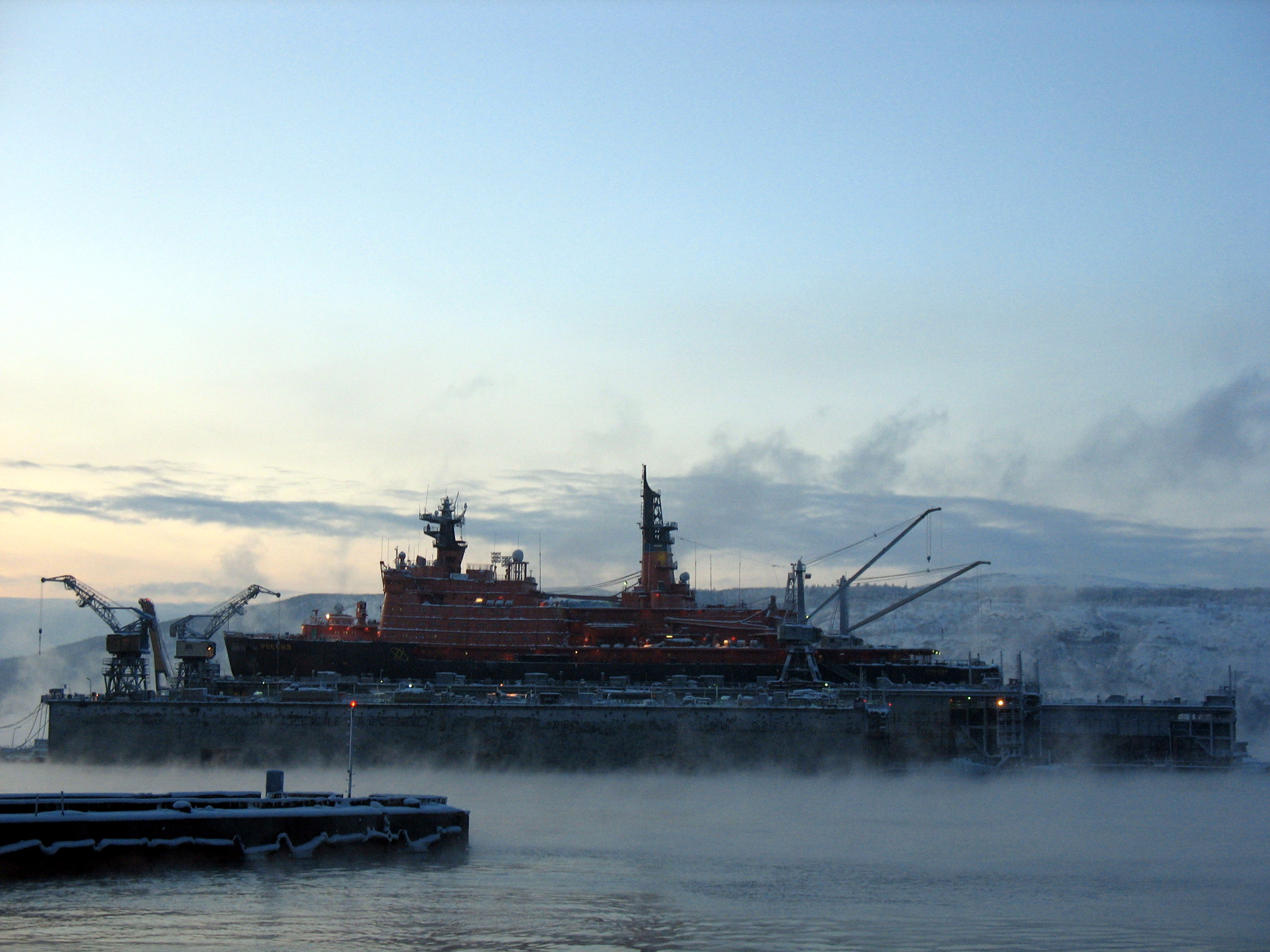
浮ドックで点検中の「ロシア」

3番船ロシア（Россия、ロシアの意味）は1984年に竣工して、1985年12月20日に就役した。2012年から1年間はフィンランド湾を本拠地にしていた。本船の解役予定は2006年だったが、2017年まで延長されており、「シビーリ」に続いて解体されるという報道もある。

### ソビエツキー・ソユーズ
4番船ソビエツキー・ソユーズ（Советский Союз、「ソビエト連邦」の意味）は、レオニード・ブレジネフの名で起工されたが、艤装中の1989年に改名されて竣工した。本船の解役予定は2008年だったが、2018年まで延長されている。

### ヤマール

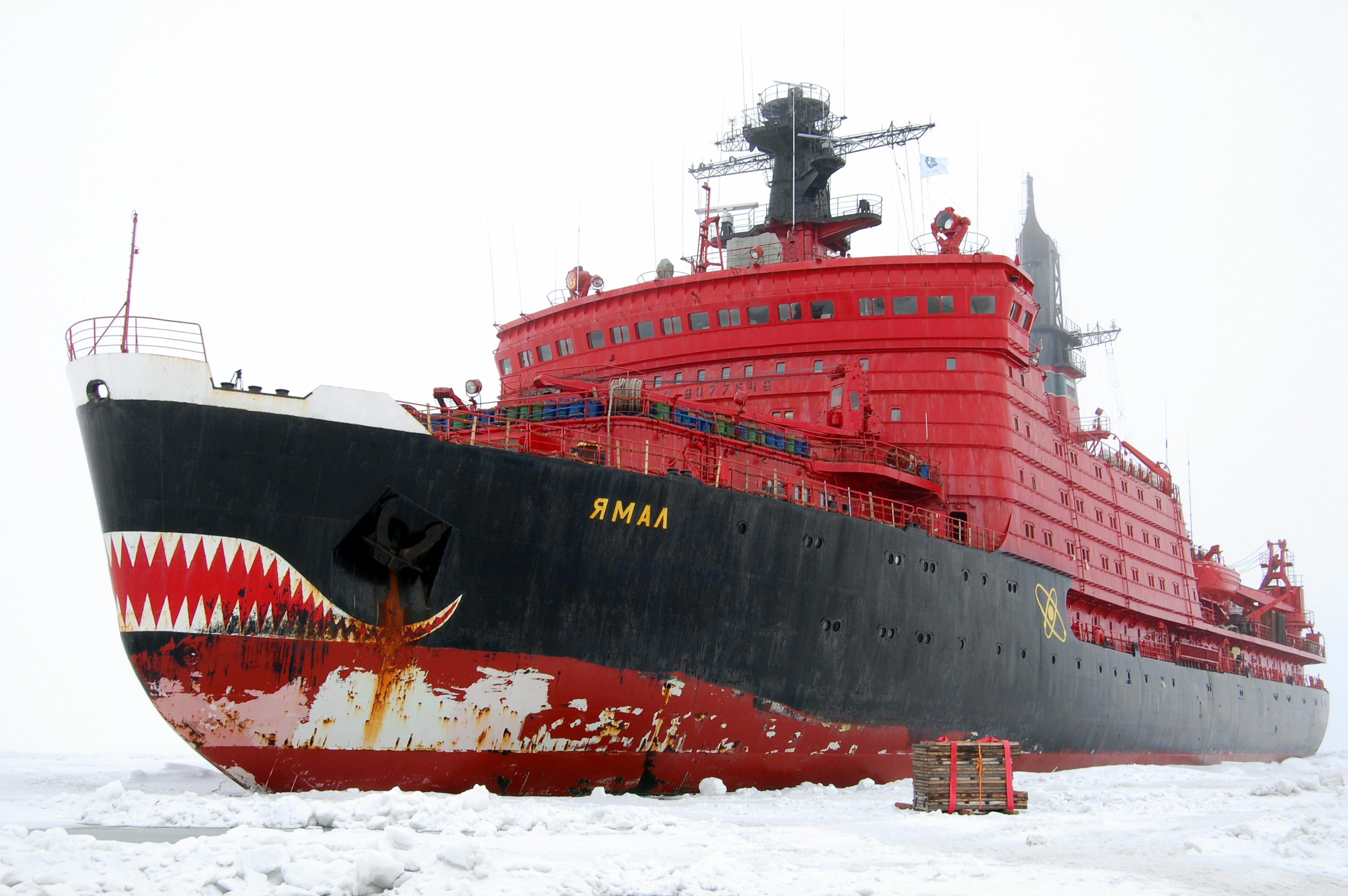
アメリカ国立科学財団との合同調査における「ヤマール」（2009年）

5番船はオクチャブルスカヤ・レヴォルーツィア（Октябрьская революция、「10月革命」の意味）の名で1986年に起工された。ソビエト連邦の崩壊に伴いヤマール（Яма́л、ヤマル半島の意味）に改名された後、1992年10月に就役した。就役後は、北極海航路の航路啓開よりも、国際子供クルーズや北極点到達旅行などの客船として運航されている。船内には、1室2名のファーストクラスとスイートルームが50室用意されており、全ての客室が舷側に配置されている。船内には、船客100名全員を収容可能な食堂や図書室、ラウンジ、ホール、温水プール、バレーボールコート、ジムが完備されている。また、旅客輸送用のゾディアックボートが数隻搭載されている。船首には、国際子供クルーズに使われた際にシャーク・ティースが描かれており、姉妹船との識別を容易にしている。
ヤマールによる北極点到達旅行は1994年7月に初めて行われ、以来2008年まで通算47回の北極点到達旅行が運航された。1996年12月23日には船内で火災が発生して乗組員1名が死亡したほか、2009年3月12日にはエニセイ川河口で砕氷タンカー「インディガ」と衝突して主甲板に9.5mの亀裂が生じた。ヤマールの解役は2009年に予定されていたが、2019年に延長されている。

### 50リェート・パベードゥイ

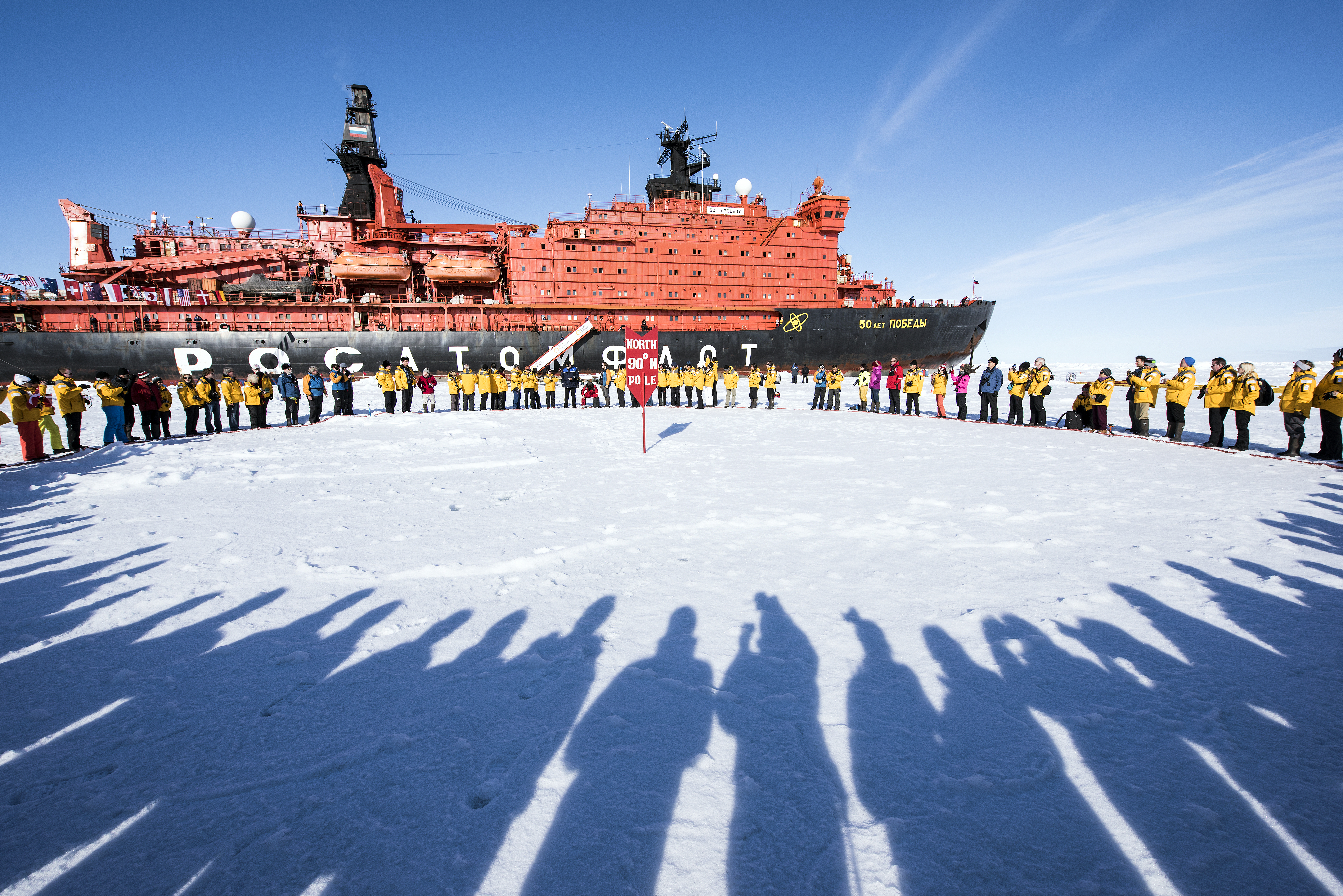
北極点における「50リェート・パベードゥイ」（2015年7月2日）

6番船は当初ウラル（Урал、「ウラル山脈」の意味）の名で1989年10月に起工されて、1993年12月に進水した。その後、ロシアの経済低迷により工事は中断したが、1995年5月9日の対独戦勝記念日50年を記念して50リェート・パベードゥイ（50 лет Победы、「勝利の50年」の意味）に改名された。その後も建造は遅延を重ね、2001年11月に原子炉の搭載が行われた。2005年に就役という情報もあったが、2004年10月4日に竣工して、船名の由来になった対独戦勝50周年から12年も経った2007年3月12日に初の業務に就いた。
50リェート・パベードゥイは当初から北極点観光を目的に設計されており、就役後は「ヤマール」に代わって北極点到達旅行に運用されている。2013年10月には、ソチオリンピックの聖火リレーの一環として、史上初めて聖火を北極点に届けた。

## 代替船
本級の代替として、LK-60級 (2代目アルクティカ級)原子力砕氷船がロシアで建造中である。北極海航路の再生等を目的としたプロジェクト22220の一翼として3隻の建造が進められている。契約金額は369億5900万ルーブル。計画仕様は全長173.3m、幅34m、吃水10.5m、排水量33,540t、乗員75人、設計寿命40年（20％濃縮ウラン235を使用して7年ごとに燃料交換を行う）、一度出港で半年以上の航海が可能とされる。搭載原子炉は小型モジュール炉（SMR）RITM-200（核出力175MW、軸出力60MW）2基で、就役すればロシア最大かつ最も強力な砕氷船となる。RITM-200はロシア海軍が建造を予定している将来空母や将来駆逐艦での採用も期待されている。
アルクティカ (2代)
1番船、LK-60Ya。2013年11月にバルチック造船所にて起工、2016年06月に進水、2020年10月21日にアトムフロートへ就役した。
シビーリ (2代)
2番船。2015年5月にバルチック造船所にて起工、2017年09月に進水、2020年11月に就役予定だったが、1年遅れの2021年12月24日に最終検収書が調印されてアトムフロートに引き渡され、運用に就いた。
ウラル
3番船。2022年に就役予定。

## 登場作品

### アニメ
『勇者王ガオガイガー』
TVシリーズ第39話にて北極海付近に航行中のアルクティカ(劇中での発音ではアルクチカ)が肋骨原種に取り込まれている。

### 切手
先代のレーニンと同様に、ソ連の科学力の高さを誇る船でもあることから、ソ連時代には頻繁に切手の図案になった。ソ連崩壊後にも、たびたび切手になっている。

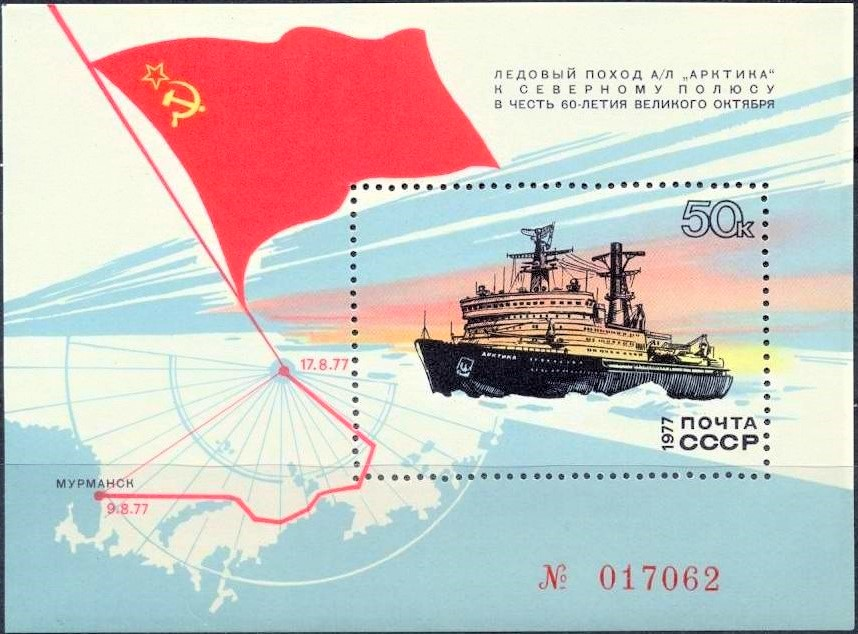
アルクティカ北極点到達記念切手（50コペイカ、1977年）
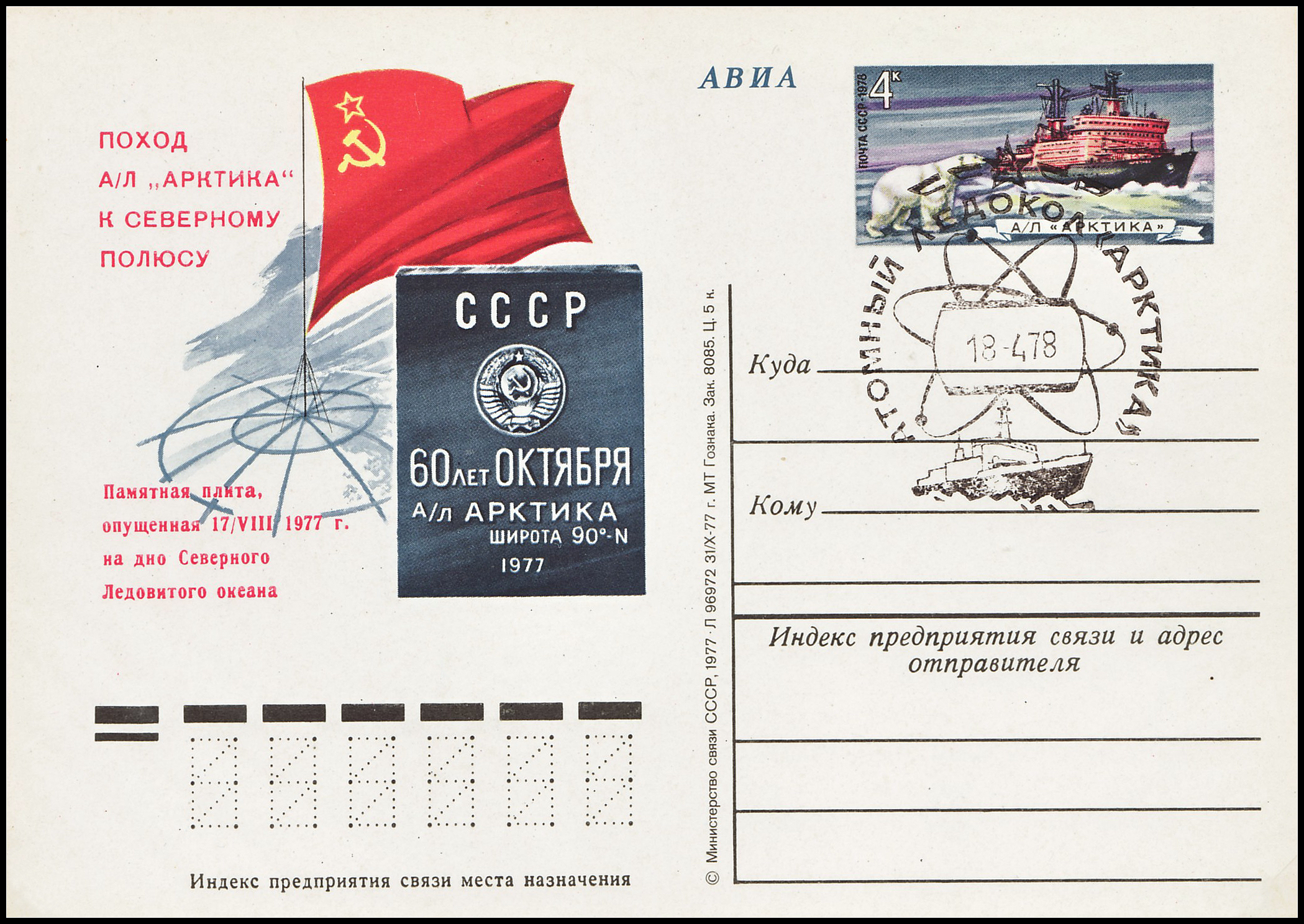
アルクティカ北極点到達記念シート（4コペイカ、1977年）
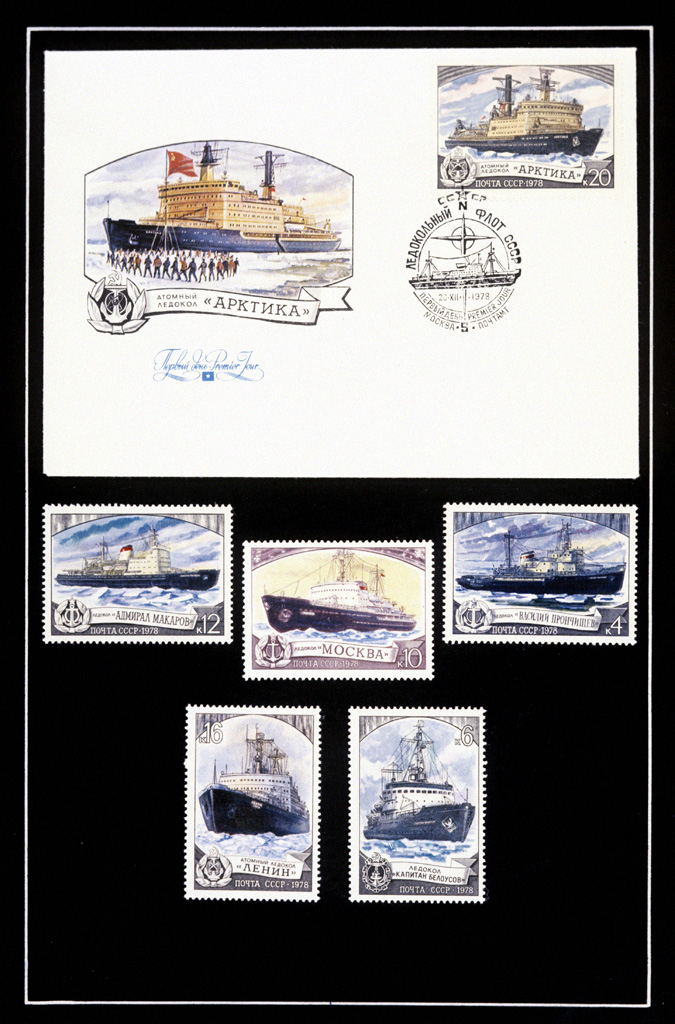
砕氷船シリーズのアルクティカ（画像上、20コペイカ、1978年）
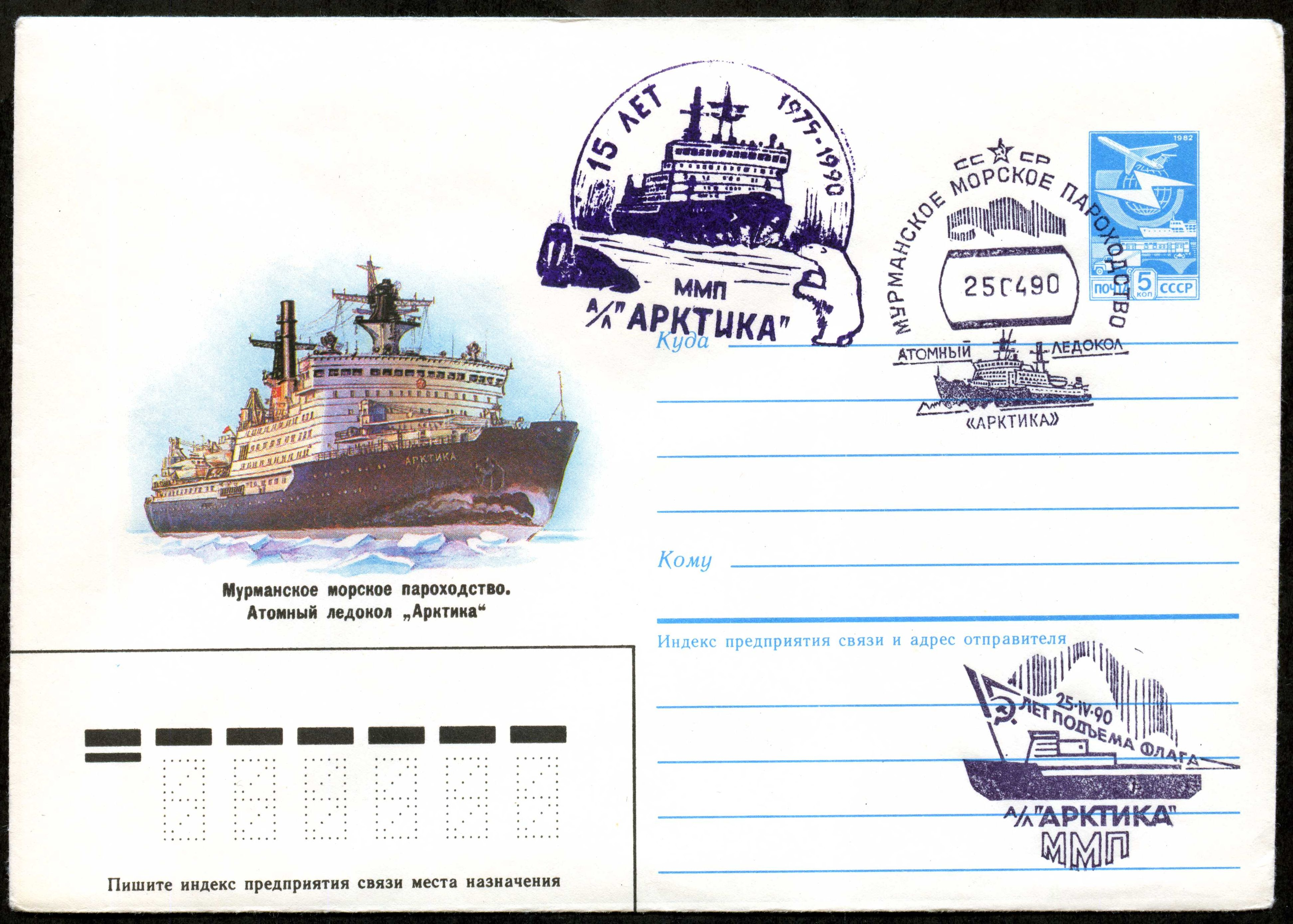
アルクティカ就役15周年記念スタンプ（1990年）
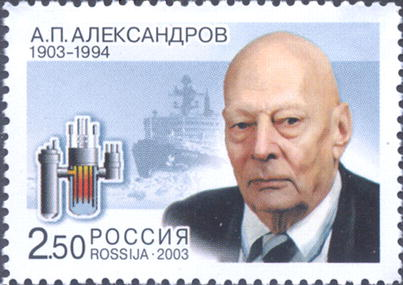
アナトリー・アレキサンドロフ（ロシア語版）生誕100周年（2.5ルーブル、2003年）
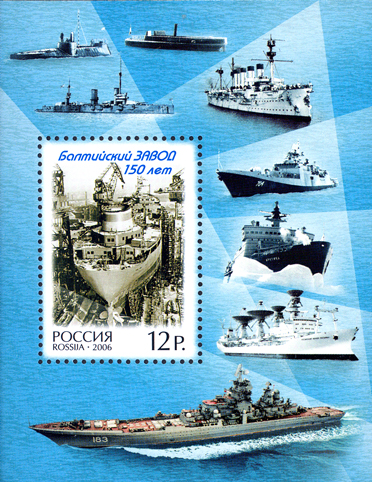
バルチック造船所創立150周年記念（12ルーブル、2006年）
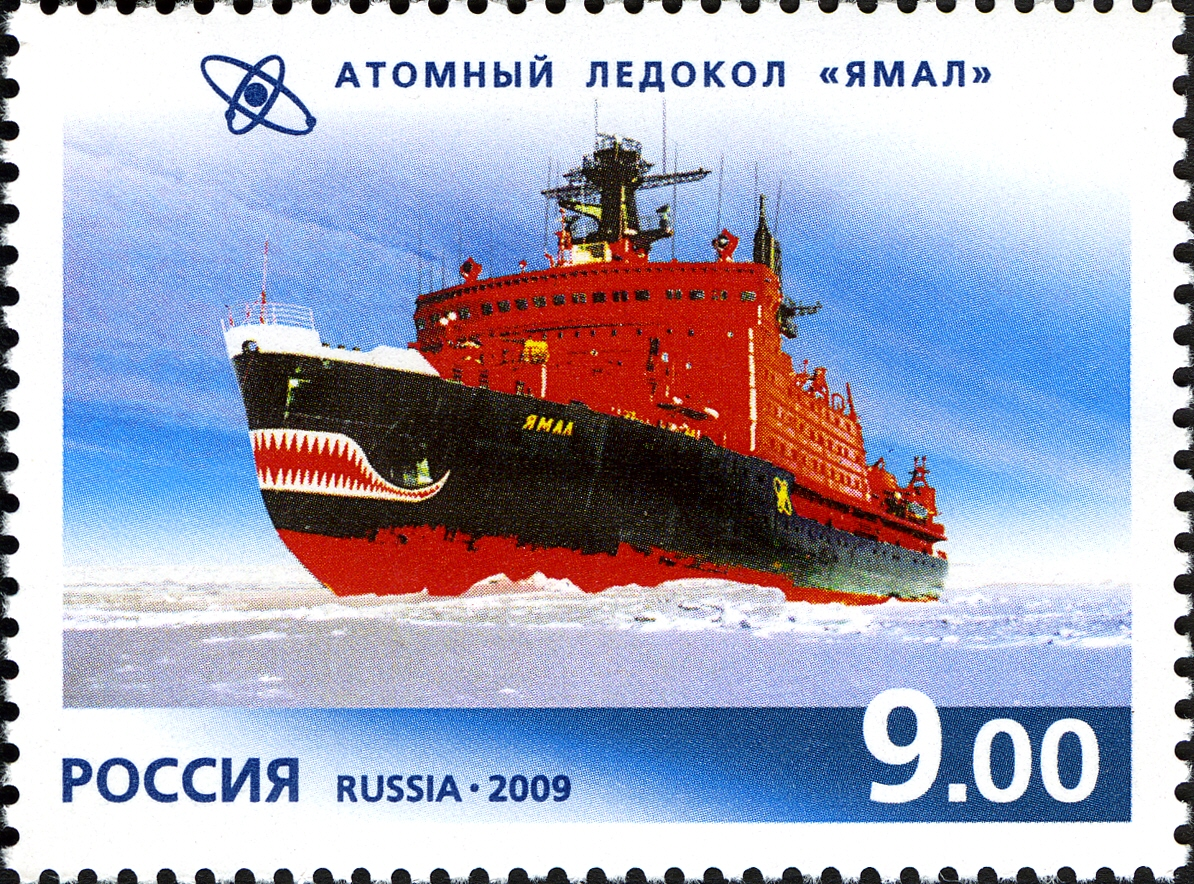
ヤマール（ソ連/ロシア砕氷船隊50周年記念、9ルーブル、2009年）
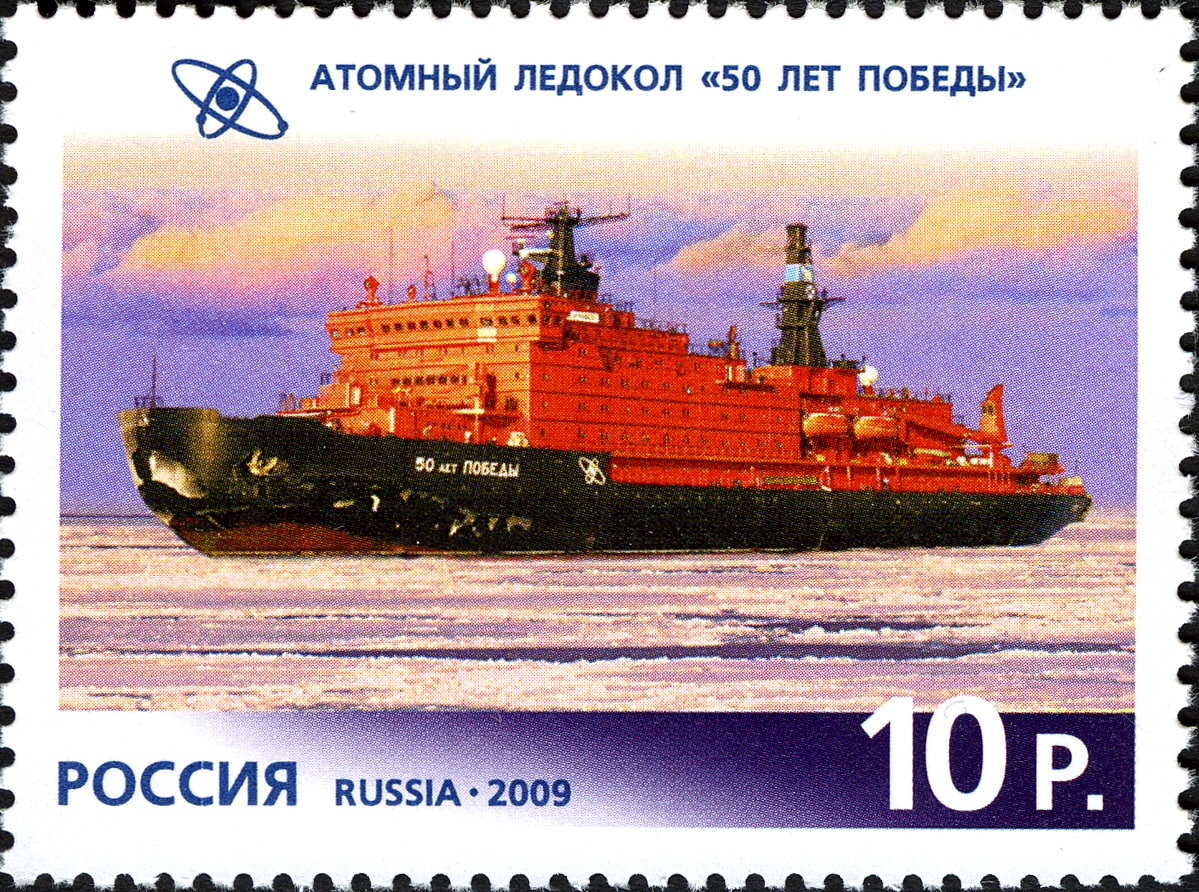
50リェート・パベードゥイ（ソ連/ロシア砕氷船隊50周年記念、10ルーブル、2009年）